# Eagle Computers Eagle PC
Eagle Computers Inc. Eagle PC (Eagle PC) је био професионални рачунар фирме Eagle Computers Inc. који је почео да се производи у САД од 1982. године.
Користио је Intel 8088 као микропроцесор. RAM меморија рачунара је имала капацитет од 64 kb (до 512 kb). 
Као оперативни систем кориштен је MS-DOS, CP/M 86.

## Детаљни подаци
Детаљнији подаци о рачунару Eagle PC су дати у табели испод.
|                       |                                                                                     |
| [ 1 ]                 |                                                                                     |
| Произвођач            |                                                                                     |
| Тип                   | професионални рачунар                                                               |
| Меморија              | 64 (до 512 )                                                                        |
| Поријекло             | Сједињене Америчке Државе                                                           |
| Година                | 1982                                                                                |
| Тастатура             | Пуни помак тастера, IBM стил тастатура, 10 функцијских тастера, нумеричка тастатура |
| Процесор              | 8088                                                                                |
| Фреквенција процесора | 4,77                                                                                |
| RAM                   | 64 (до 512 )                                                                        |
| ROM                   |                                                                                     |
| Текст                 | 80 x 25                                                                             |
| Графика               | 720 x 352                                                                           |
| Боја                  | 8                                                                                   |
| Звук                  | мали звучник                                                                        |
| Димензије             | непознато                                                                           |
| Портови               |                                                                                     |
| Оперативни систем     |                                                                                     |